# Chiesa del Sacro Cuore di Gesù (Prato)
La chiesa del Sacro Cuore di Gesù si trova a Prato.

## Storia
Realizzata nel 1957-1965 su progetto di Mariano Pallottini, ha struttura parallelepipeda sormontata da un robusto tiburio-torrione che funge da alloggio a quattro campane realizzate da Carlo Ottolina di Seregno nel 1962. All'interno ci sono opere di Angelo Biancini e Adon Brachi.
Da 2023 il parroco della chiesa è padre Attilio Rossi, succeduto a padre Vittorio Aiazzi.

## Galleria d'immagini

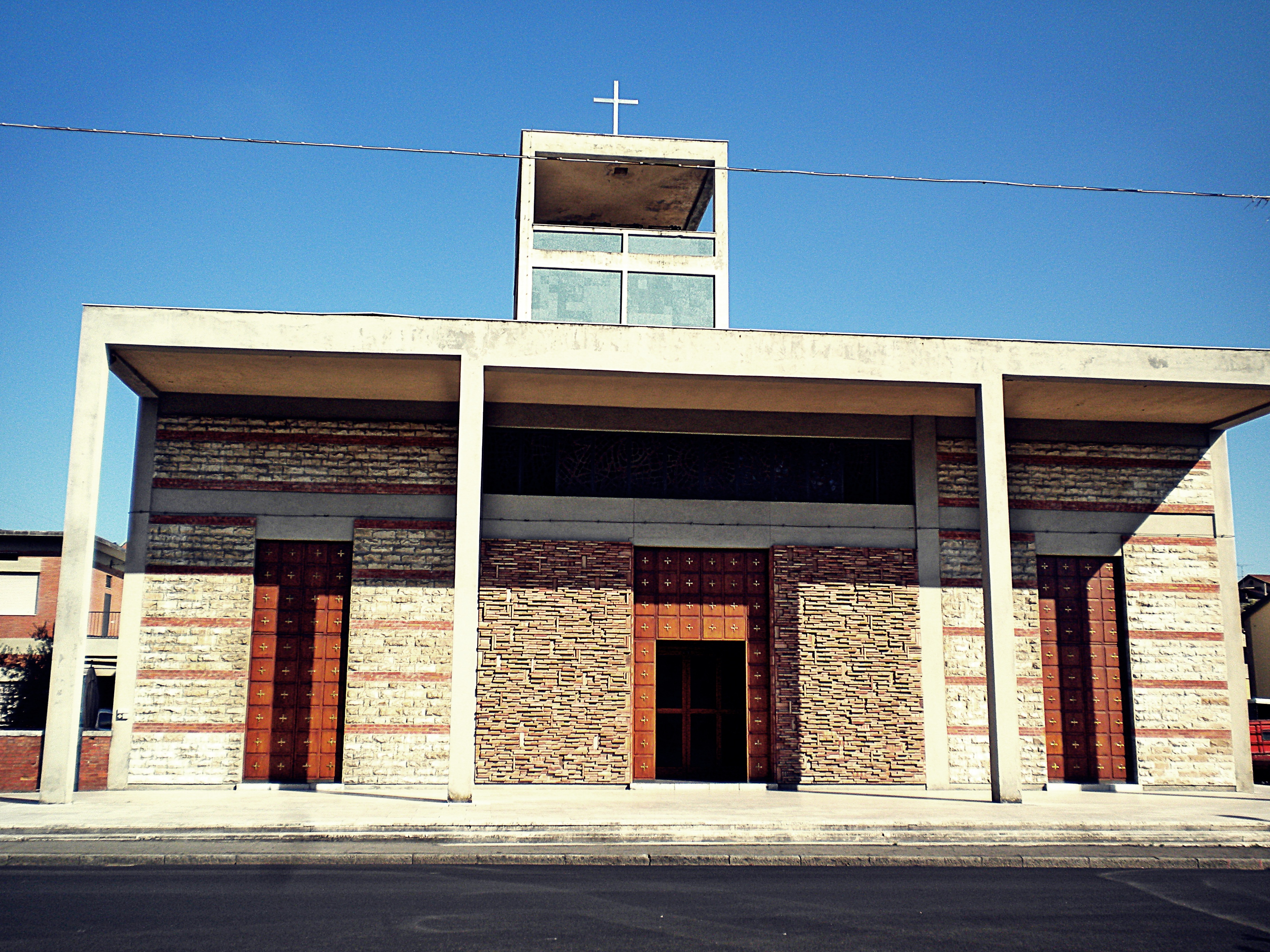
Facciata
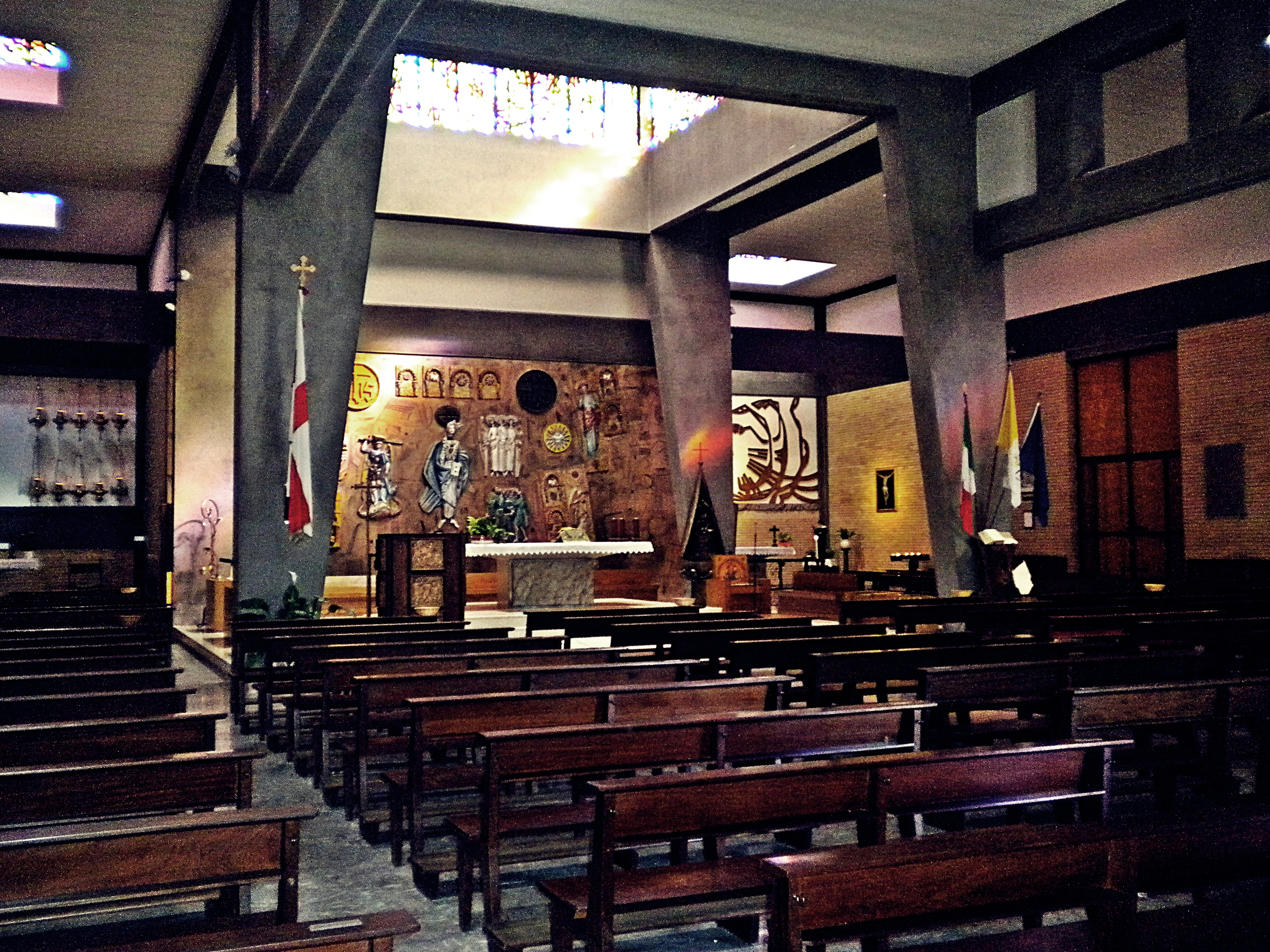
Interno
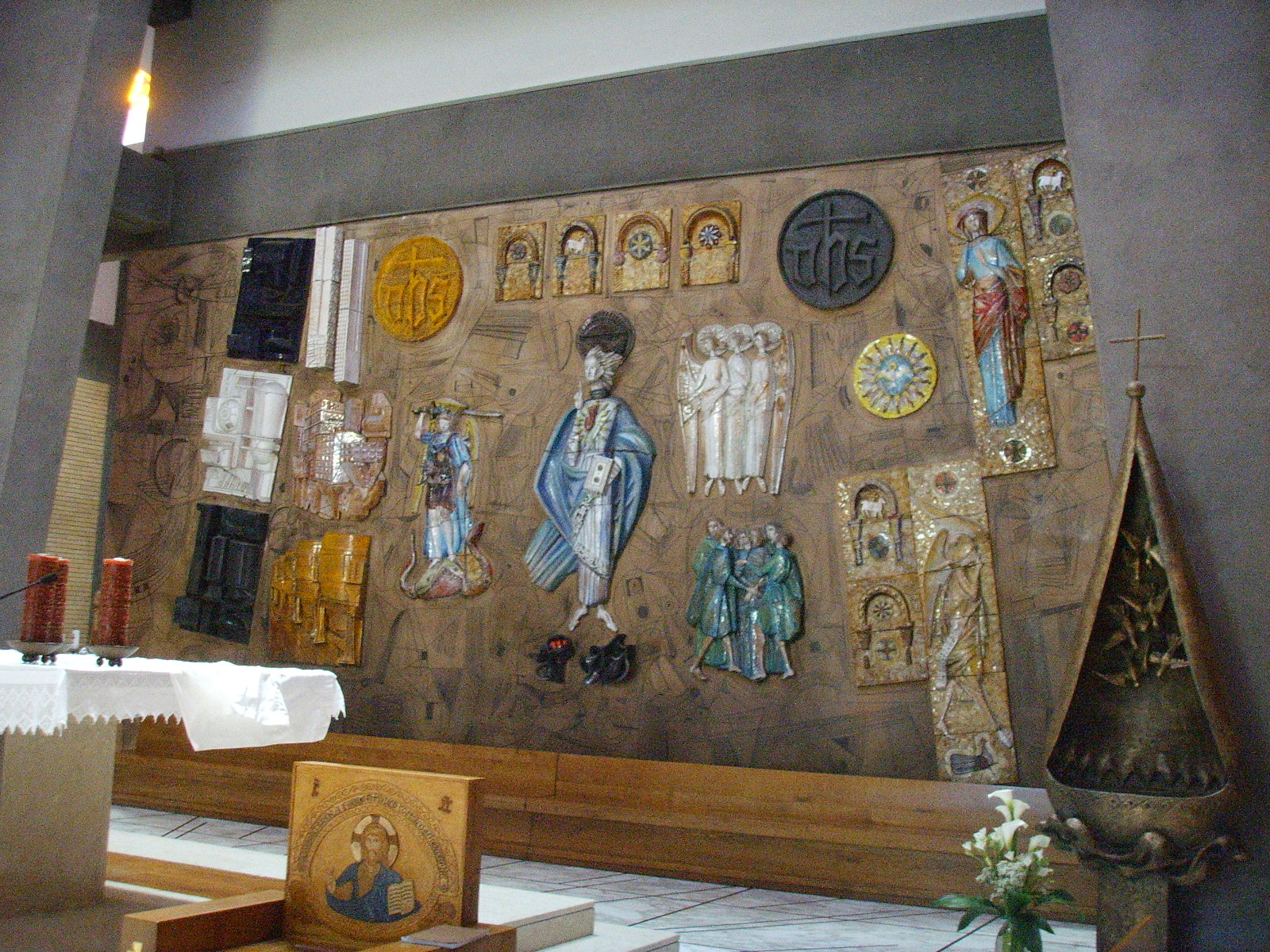
Altare
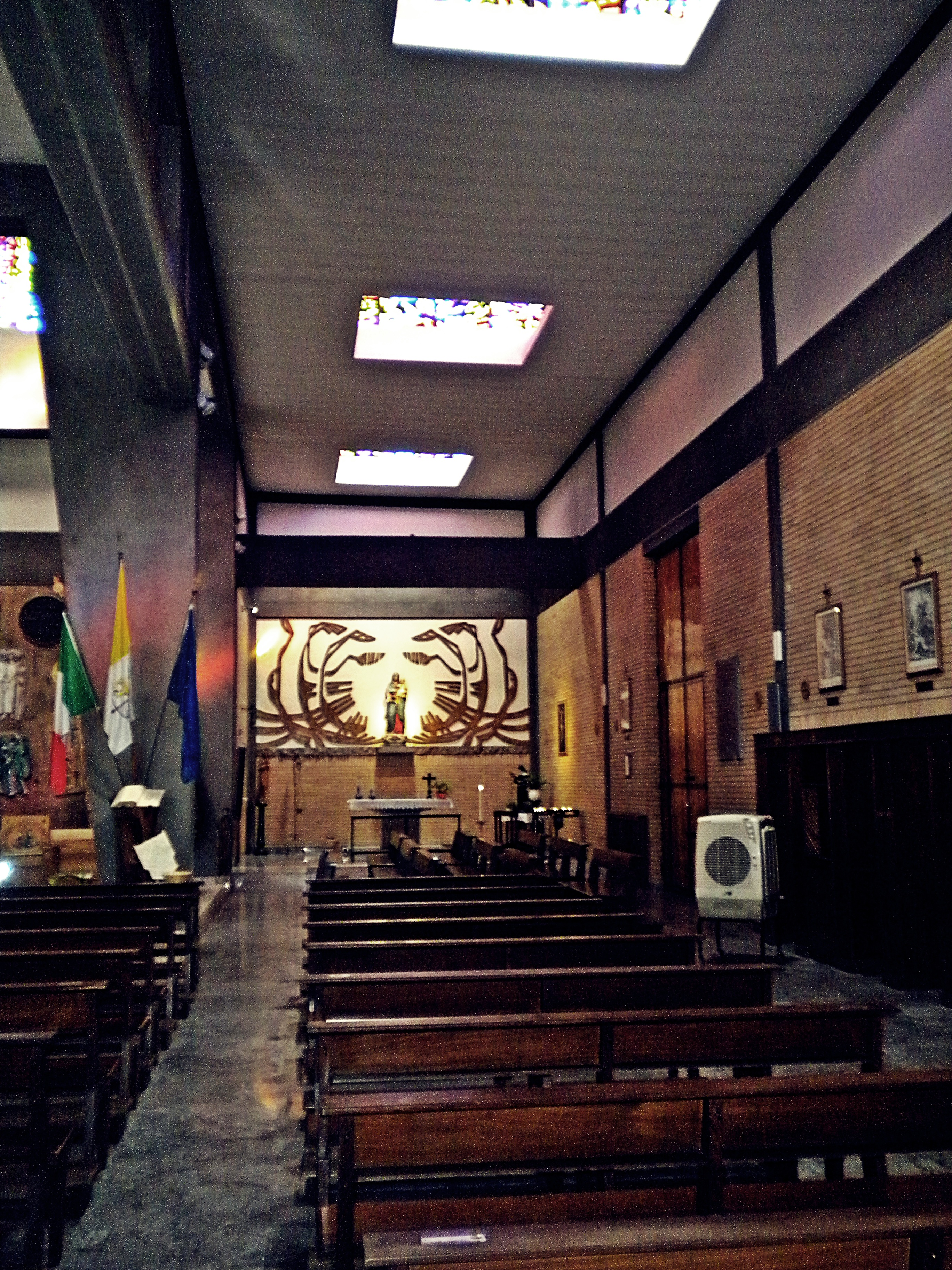
Interno
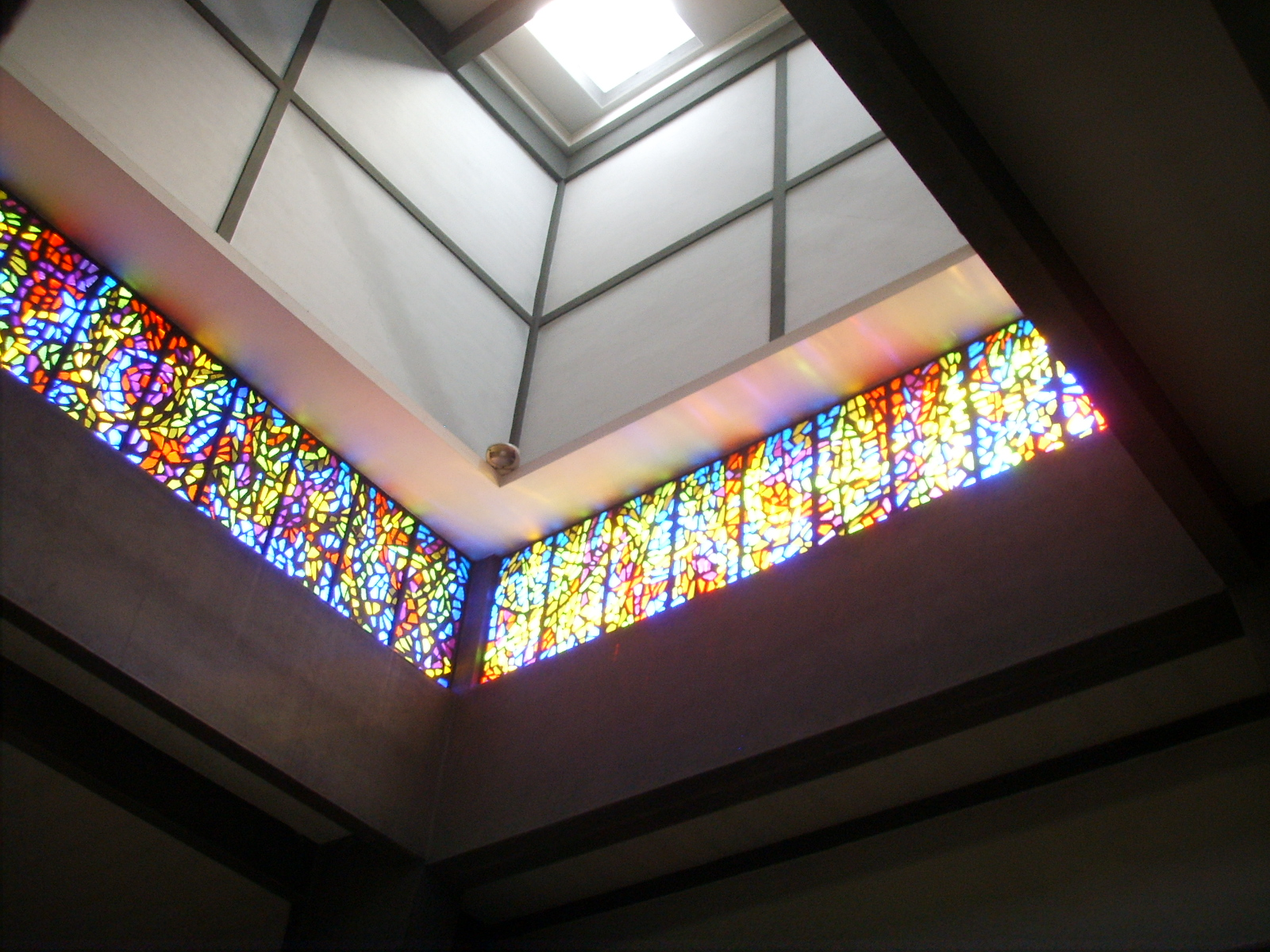
Vetrate nel tiburio-campanile